# 차부제
차부제(次副祭)는 기독교의 성직 중 하나이다. 기독교에서는 초대교회 때부터 부제(Deacon,집사), 사제(Priest,원로), 주교(Bishop,감독)의 삼품성직제도를 두는 전통이 있었는데, 중세 교회에서 미사를 돕는 차부제품이 시종품, 구마품, 수문품과 함께 등장하였다. 지금도 동방교회에서는 차부제가 존재하며, 로마 가톨릭에서는 1972년 폐지되었다. 영국 성공회에서는 16세기 차부제가 있었다. 대한 성공회에서는 첫 한인 주교인 이천환(바우로) 주교 당시 차부제로 서품된 사람이 한 명 있었던 것으로 알려져 있으나, 최근엔 차부제를 서품한 사례는 없다.